# Stamnodes wrightii
Stamnodes wrightii là một loài bướm đêm trong họ Geometridae.